# Sans amour (film, 1945)
Pour les articles homonymes, voir Without Love.
Ne doit pas être confondu avec Faute d'amour.
Pour plus de détails, voir Fiche technique et Distribution.
Sans amour (Without Love) est un film américain de Harold S. Bucquet sorti en 1945.

## Synopsis
Un inventeur et une veuve font un mariage blanc, ils finissent par tomber amoureux bien qu'ils fassent tout pour que ça n'arrive pas.

## Fiche technique
- Titre original : Without Love
- Titre français : Sans amour
- Réalisation : Harold S. Bucquet
- Scénario : Donald Ogden Stewart d'après la pièce-homonyme de Philip Barry (1942)
- Musique : Bronisław Kaper et Eric Zeisl (non crédité)
- Direction artistique : Cedric Gibbons et Harry McAfee
- Décors : Edwin B. Willis
- Costumes : Irene
- Photographie : Karl Freund
- Montage : Frank Sullivan
- Production  : Lawrence Weingarten
- Société de production et de distribution : Metro-Goldwyn-Mayer
- Pays d'origine :  États-Unis
- Langue : anglais
- Format : Noir et blanc - 35 mm - 1,33:1 - son mono (Western Electric Sound System)
- Genre : Comédie romantique
- Durée : 111 minutes
- Dates de sortie :
  - États-Unis : 22 mars 1945 (New York)
  - France : 21 avril 1948

## Distribution
- Spencer Tracy (VF : Serge Nadaud) : Pat Jamieson
- Katharine Hepburn (VF : Paula Dehelly) : Jamie Rowan
- Lucille Ball (VF : Sylvie Deniau) : Kitty Trimble
- Keenan Wynn (VF : Camille Guérini) : Quentin Ladd
- Carl Esmond : Paul Carrell
- Patricia Morison : Edwina Collins
- Felix Bressart : le professeur Grinza
- Charles Arnt : le colonel Braden (non crédité)
- Emily Massey : Anna
- Gloria Grahame : la vendeuse de fleurs
- George Davis : le concierge
- Clancy Cooper : le sergent
- George Chandler : le garçon d'ascenseur
- Hazel Brooks : la jolie fille dans l'ascenseur (non créditée)